# Acromyrmex versicolor
Acromyrmex versicolor är en myrart som först beskrevs av Theodore Pergande 1894.  Acromyrmex versicolor ingår i släktet Acromyrmex och familjen myror.

## Underarter
Arten delas in i följande underarter:
- A. v. chisosensis
- A. v. versicolor

## Bildgalleri

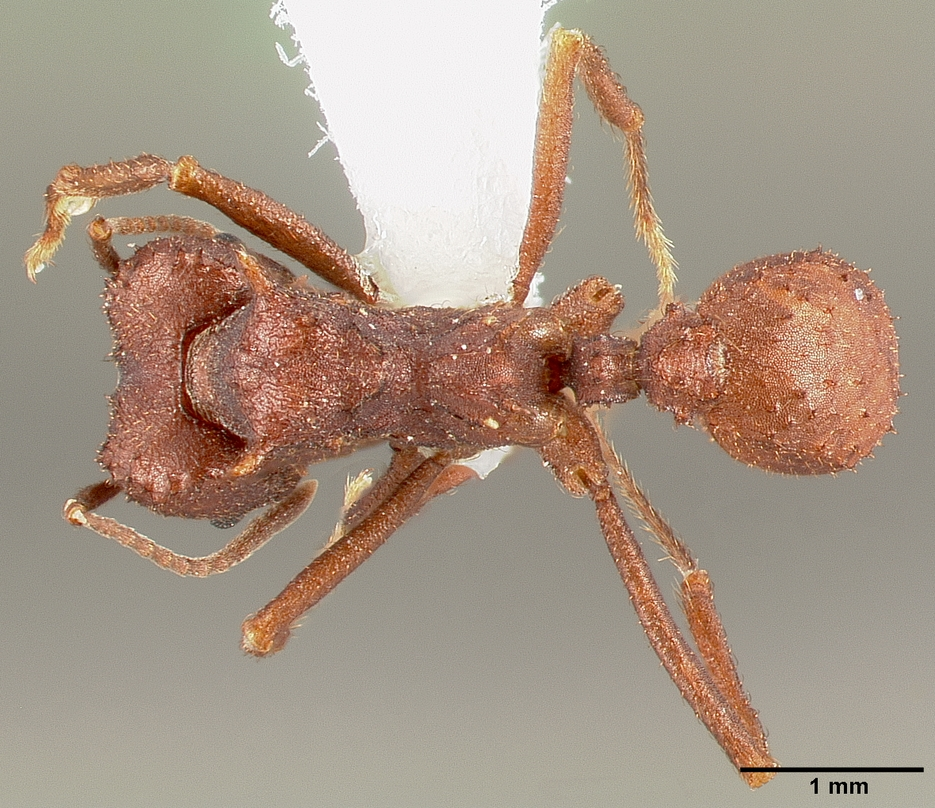
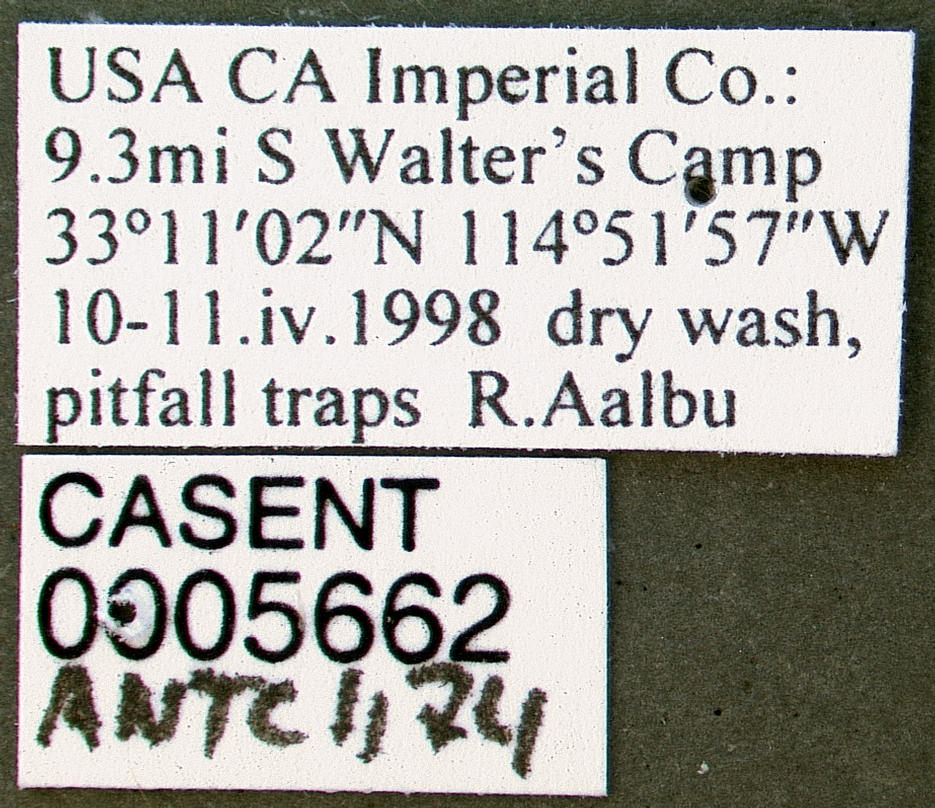
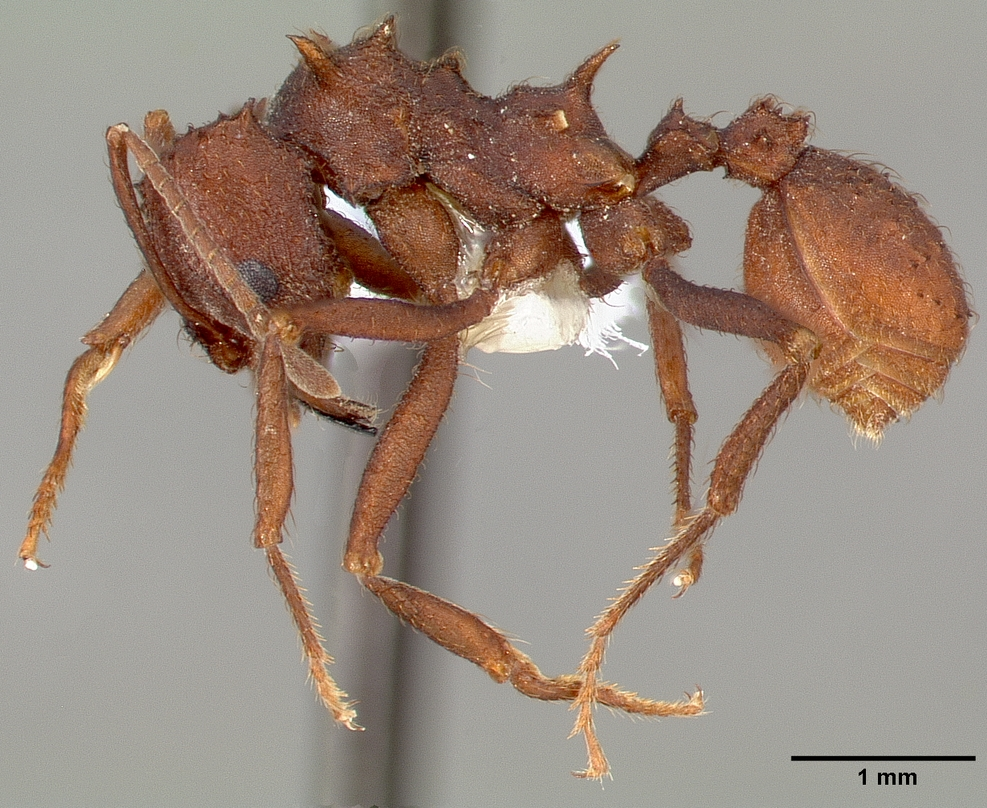
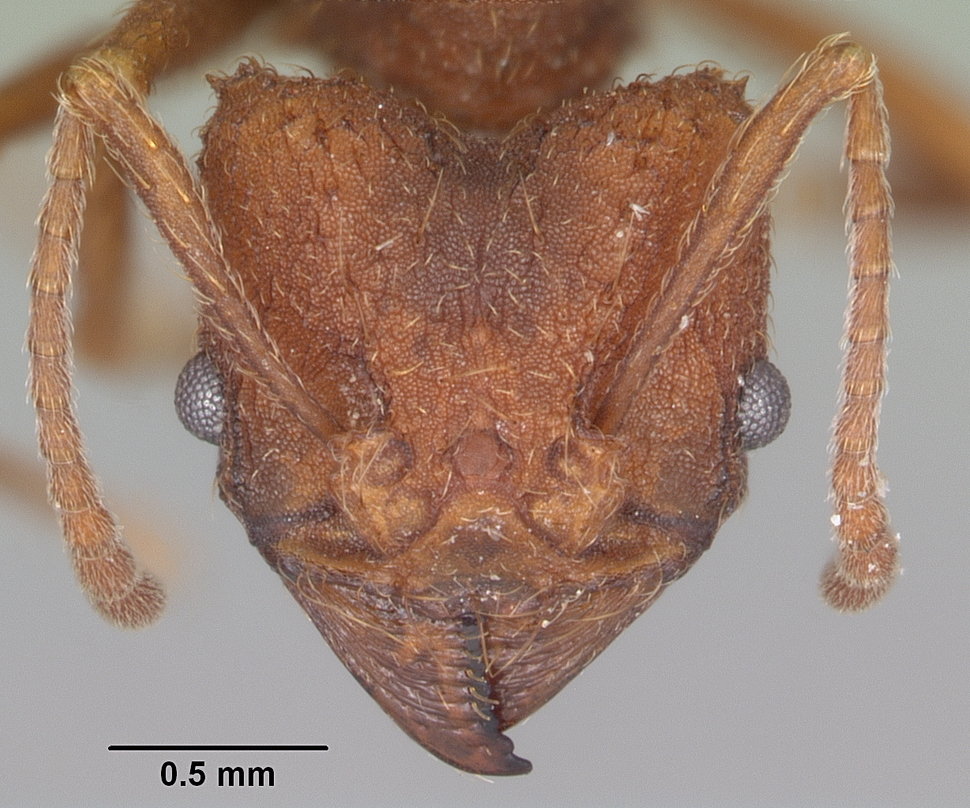
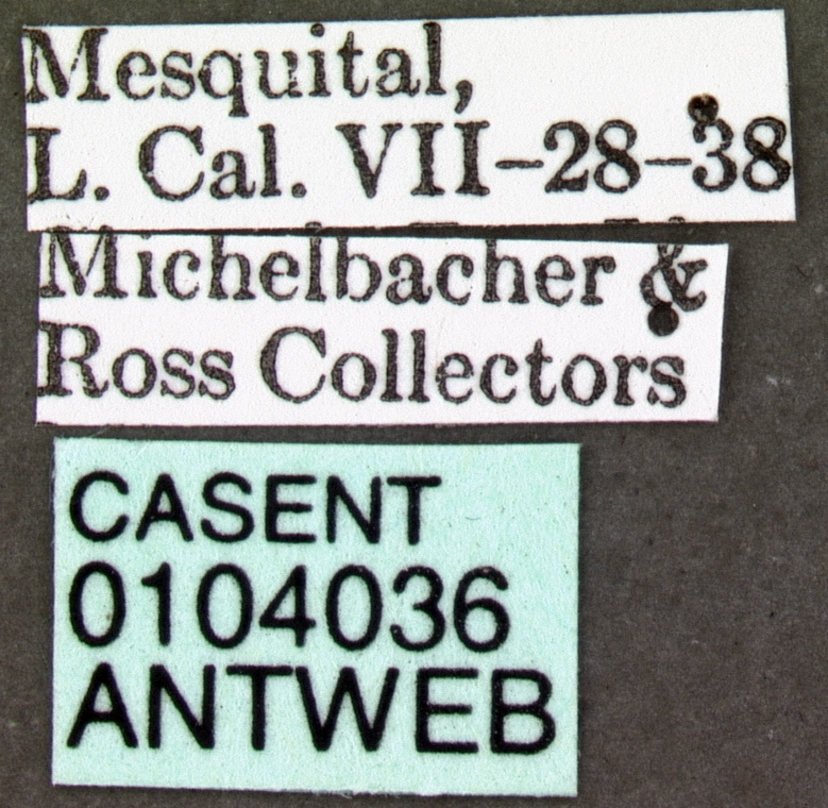
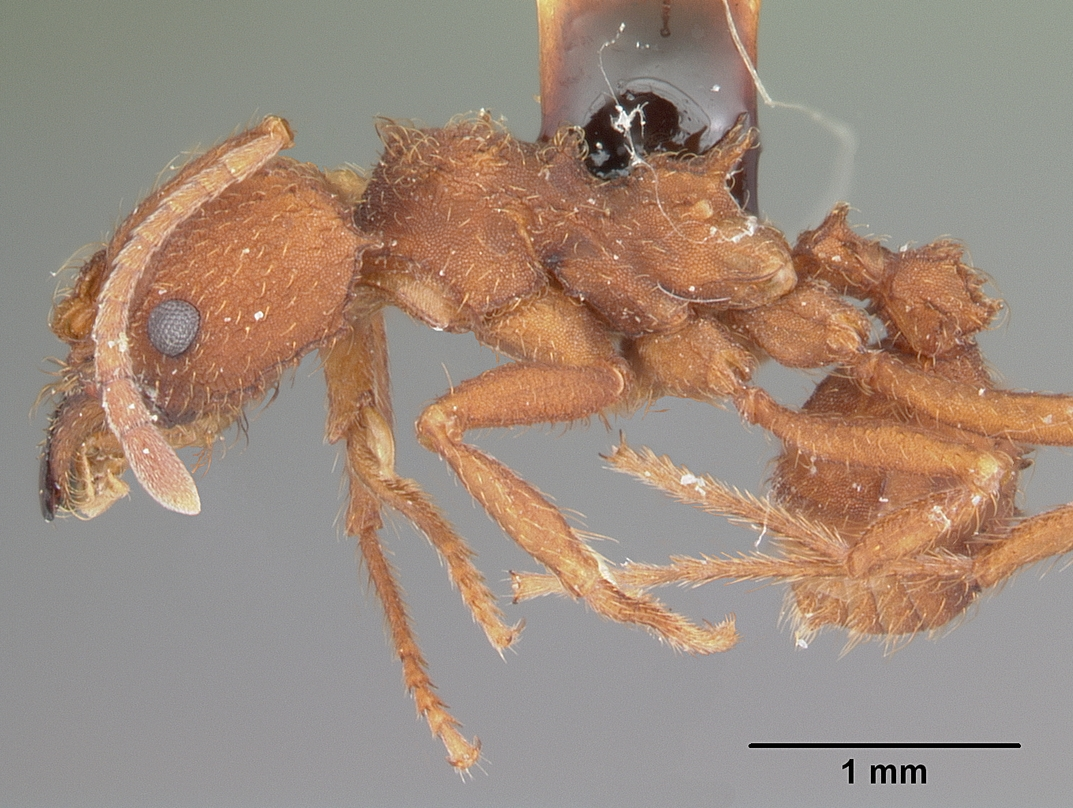